# Jill Knight
Pour les articles homonymes, voir Knight.
Joan Christabel Jill Knight (née Christie ; le 9 juillet 1923) et morte le 6 avril 2022 est une femme politique britannique. Elle est députée conservatrice britannique de Birmingham Edgbaston de 1966 à 1997. Elle est créée pair à vie en 1997 et prend sa retraite de la Chambre des lords le 24 mars 2016. Elle est nommée MBE en 1964 et élevée au rang de DBE en 1985.

## Jeunesse
Christie est née à Bristol en 1923, et ses parents divorcent quand elle est enfant. Sa mère est enseignante et diplômée de l'Université de Bristol. Christie fréquente l'école secondaire et supérieure de Fairfield à Bristol et la King Edward Grammar School for Girls, à Birmingham. En 1941, elle rejoint la Women's Auxiliary Air Force (WAAF). Son unité sert à Amiens, puis à Hambourg, à la suite de l'avancée britannique, effectuant le contrôle au sol des avions. Elle est également apparue à la radio British Forces Network.
À son retour au Royaume-Uni, elle rejoint les Jeunes Conservateurs à Londres. Le 14 juin 1947, elle épouse James Montague "Monty" Knight (un opticien, qui a servi pendant la guerre en tant que lieutenant dans la Royal Navy), et s'installe à Northampton.

## Carrière politique
Elle est élue conseillère au Northampton Borough Council, de 1956 à 1966, et devient whip. Elle se présente sans succès pour le siège parlementaire de Northampton aux Élections générales britanniques de 1959 et de 1964 pour le Parti conservateur,. Elle est élue députée de Birmingham Edgbaston aux élections générales de 1966 et occupe ce siège lors d'élections successives jusqu'aux élections de 1997. La députée conservatrice d'Edgbaston, Dame Edith Pitt, est décédée le 27 janvier 1966 et c'est la première fois qu'une députée est remplacée par une autre femme en Grande-Bretagne.
Knight est membre du Comité parlementaire spécial sur les relations raciales et l'immigration, de 1969 à 1972. Pendant plus de deux décennies, elle est membre du club conservateur du lundi et s'oppose ouvertement à l'armée républicaine irlandaise. À la suite de l'attentat à la bombe d'Aldershot de février 1972 par l'IRA, elle appelle à une législation interdisant l'IRA et attaque des partisans et des sympathisants sur le continent.
Elle fait partie du comité spécial du Conseil de l'Europe de 1977, du comité spécial des affaires intérieures de 1980 à 1983, présidente du groupe de protection de l'enfance et de la famille à partir de 1978, et du Comité des services sociaux en 1982 et secrétaire du Comité de 1922 de 1983 à 1987. Knight est présidente du Centre politique conservateur des West Midlands de 1980 à 1983, et présidente de la Commission des relations avec les parlements de l'Union de l'Europe occidentale de 1984 à 1988. Elle siège également au Conseil de l'Europe (1977-88) et en tant que présidente de l'Union interparlementaire britannique (1994-97).
Knight est créée pair à vie en tant que baronne Knight de Collingtree, de Collingtree dans le comté de Northamptonshire en 1997 après qu'elle ne se soit pas représentée aux élections générales de cette année-là, et prend sa retraite de la Chambre des Lords le 24 mars 2016. Elle est vice-présidente de l'Association des pairs conservateurs de 2002 à 2005.
Ses mémoires, About the House, sont publiés en 1995.

### Article 28
Knight, avec David Wilshire (en), présente l'amendement de l'article 28 à la loi de 1988 sur le gouvernement local, qui interdit aux autorités locales, notamment les écoles, de « promouvoir » l'homosexualité. Elle décrit l'homosexualité comme « pervertie » et « désespérément dangereuse ».
En juin 2013, elle s'est opposée à la législation sur le mariage homosexuel, arguant que le Parlement ne peut pas changer le fait que « le mariage n'est pas seulement une question d'amour. Il s'agit d'un homme et d'une femme, eux-mêmes créés pour produire des enfants. Un homme ne peut pas plus porter un enfant qu'une femme ne peut produire du sperme, et aucune loi sur terre ne peut changer cela. Ce n'est pas une vision homophobe. C'est peut-être triste, c'est peut-être inégal, mais c'est vrai ». La même année, elle affirme que le Premier ministre David Cameron a eu tort de s'excuser pour l'héritage de l'article 28.

## En dehors du Parlement
De 1986 à 1995, Knight est vice-présidente des Townswomen's Guilds. Elle est directrice de Computeach International plc de 1991 à 2006 et de Heckett Multiserv de 1999 à 2006. Knight est présidente de Sulgrave Manor Trust depuis 2012.
Knight est nommée MBE en 1964, et élevée au rang de DBE en 1985. Elle reçoit un doctorat honorifique en science de l'Université Aston en 1999. Knight est nommée colonel du Kentucky en 1973; amiral du Nebraska en 1980 ; et est Texas Ranger honoraire depuis 2014.

## Vie privée
Le mari de Knight, James Montague Knight, qu'elle se marie en 1947, est décédé en 1986. Le couple a deux enfants.

## Sources
- (en) Melanie Phillips, The Divided House, London, Jonathan Cape Sidgwick & Jackson, 1980 (ISBN 9780283985478).
- (en) Robert Copping, The Monday Club : crisis and after, Ilford, Essex, Current Affairs Information Service, mai 1976 (OCLC 53432356), p. 5, 9, 16-18, 21-22.
- (en) Dod's parliamentary companion. 1973: 141st year: 160th issue, Epsom, Sell's Publications Ltd, 1973, XI-828 p. (ISBN 9780854996209).
- (en) Dod's parliamentary companion 1990. 158th year, Londres, Dod's Parliamentary Companion Ltd, 1990, 171e éd. (ISBN 9780905702162).
- (en) Jill Knight, About the house : a parliamentarian's commentary, Londres, Churchill Press, 1995 (ISBN 0-902782-29-0).
- (en) Who's Who, Londres : A. & C. Black (diverses éditions)